# 이리자리 알파
이리자리 알파는 이리자리에 있는 별로, 애칭으로는 중국어 이름 멘 또는 아랍어 카카브(인도자 별, 행운의 별)가 있다.
이 별은 세페우스자리 베타 변광성이며 변광주기는 6시간 16분으로, 밝기는 전체 밝기의 3퍼센트, 겉보기 등급으로는 0.03이 변한다. 이리자리 알파 근처에 있는 작은 별은 광학적 이중성으로 보인다.